# 섀넌 루시드

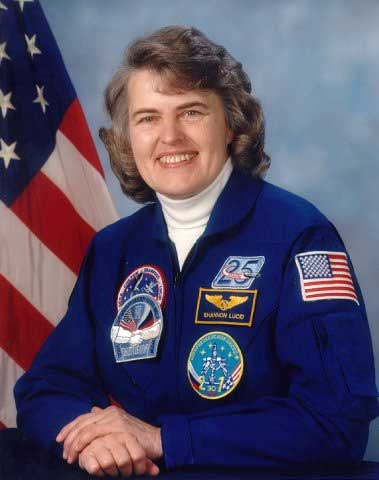
2004년 경 모습

섀넌 루시드(Shannon Lucid, 본명: 섀넌 마틸다 웰스 루시드, Shannon Matilda Wells Lucid, 1943년 1월 14일 ~ )는 미국의 생화학자이자 은퇴한 NASA 우주 비행사이다. 1996년 러시아 우주정거장 미르에 탑승한 장기 임무를 포함해 다섯 차례 우주 비행을 했으며, 미르에 머물렀던 유일한 미국 여성이다. 1996년부터 2007년까지 루시드는 미국인과 여성이 우주에서 가장 오랫동안 보낸 기록을 보유했다. 그녀는 1996년 12월 의회 우주명예훈장(Congressional Space Medal of Honor)을 수상하여 10번째이자 여성으로서는 최초로 영예를 안았다.
루시드는 오클라호마 대학교를 졸업하고 1963년 화학 학사 학위, 1970년 생화학 석사 학위, 1973년 생화학 철학박사 학위를 받았다. 그녀는 1964년부터 오클라호마 의료 연구 재단에서 실험실 기술자로 일했다. 1966년까지, 1966년부터 1968년까지 케라-맥기(Kerr-McGee)의 화학 연구원, 1973년부터 1978년까지 오클라호마 의학 연구 재단의 연구원으로 근무했다.
1978년에 루시드는 여성이 포함된 최초의 우주 비행사 클래스인 NASA 우주비행사 그룹 8의 우주 비행사 훈련을 위해 NASA에 채용되었다. 그녀는 다섯 번 우주 비행을 했습니다: STS-51-G, STS-34, STS-43, STS-58, 그리고 미르 임무를 위해 루시드는 STS-76을 타고 우주 왕복선 애틀랜티스를 타고 우주 정거장으로 여행했다가 돌아왔다. 6개월 후 STS-79를 사용했다. 그녀는 2002년부터 2003년까지 NASA의 수석 과학자였으며 우주 왕복선 프로그램의 마지막 임무인 STS-135를 포함하여 수많은 우주 왕복선 임무를 수행하기 위해 미션 컨트롤의 캡슐 커뮤니케이터(CAPCOM)로 일했다. 루시드는 2012년 NASA에서 은퇴를 선언했다.